# 清水錬
清水 錬（しみず れん、2001年1月15日 - ）は、日本の俳優。元子役タレントである。SUNBEAM所属。

## 出演

### テレビ番組
- 「アド街ック天国」(2005年、TX)
- 「ひるこた」（2006年、CX）
- 「PLにっぽん」（2009年、NTV）
- 「スクール　LIVE for 」（2011年、Eテレ）
- 「サザエさんパート4」（2013年12月1日放送、フジテレビ、磯野カツオ役）

### 舞台
- 音楽劇「桃太郎がゆく!」（2006年、剣右衛門、忍者役）
- 「クラブゴールドジバング」（2006年、レン役）
- 音楽劇「桃太郎がゆく!」（2008年、剣右衛門、忍者役）
- ミュージカル「アニー」（2010年、タップキッズ）
- 「TAP　DO!劇場版8」（2010年）
- 「アニー　クリスマス　コンサート」（2010年）
- 「儚き光のラプソディ」（2024年）[1]
- 「ニュージーズ」2020~2024
- 「メリー・ポピンズ」(2026年公演予定）[2]

### CM
- ブルボン「ホットなココア編」（2008年～2009年）
- 東京ディズニーランド（2010年）

ケンタッキー（2010年） 
- ケンタッキー（2011年）

### 映画
- 「EDEN」（2012年）

### 挿入歌
- PlayStation 2「川のぬし釣り」

### PV
- DJ OZAM「MY WAY」（2006年）

### 企業VP
- 「箱根小桶園」（2007年）
- 「NICT」（2007年）